# 兴平公主 (辽)
兴平公主（？—1038年），辽朝公主，李元昊妻子。
耶律氏为辽朝宗室女，封为兴平公主。1031年，辽兴宗即位，以兴平公主下嫁李元昊，以元昊为驸马都尉。1032年，李德明去世，辽兴宗册封其子夏国公元昊为夏国王。1038年，李元昊与兴平公主不和，兴平公主郁郁而终，辽兴宗遣北院承旨耶律庶成持诏责问。